# Sandviksverket

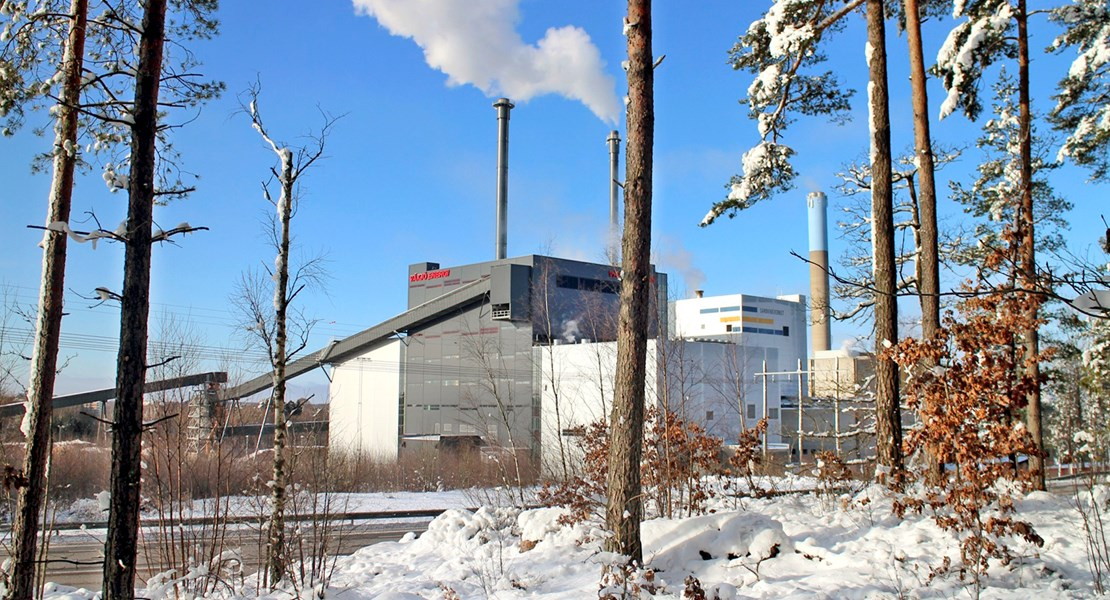
Växjö Energis kraftvärmeverk Sandviksverket

Sandviksverket är ett kraftvärmeverk som ligger på industriområdet Sandvik i Växjö. Verket tillhör det kommunala energibolaget Växjö Energi AB (VEAB) och försörjer en stor del av Växjö med både fjärrvärme, fjärrkyla och el som en biprodukt från fjärrvärmeproduktionen. Elproduktionen utgör cirka 50 procent av Växjös årsförbrukning. Sedan 2019 är produktionen helt fossilbränslefri och baserad på biobränslen  från de småländska skogarna. Den fossilbränslefria produktionen inkluderar allt från startoljan i anläggningarna till fordonspark och arbetsmaskiner.
1974 byggdes det första oljeeldade kraftvärmeblocket, Sandvik 1, som 1980 konverterades till biobränsledrift. Sedan 2015 används Sandvik 1 främst som reservanläggning med en värmekapacitet på 25 MW från hetvattenpannan och 5 MW från rökgaskondensering. 1996 togs kraftvärmeblocket Sandvik 2 i drift. Det har en kraftvärmeproduktion på 65 MW värme, 35 MW el och 25 MW värme från rökgaskondensering. 2015 togs Sandvik 3 i bruk. Detta kraftvärmeblock har en kraftvärmeproduktion på 65 MW värme, 39 MW el och 25 MW värme från rökgaskondensering.
Som ett av de första energibolagen i världen vill Växjö Energi satsa på koldioxidinfångning för att uppnå minusutsläpp med hjälp av tekniken BECCS (Bio Energy Carbon Capture and Storage). Detta gör det möjligt att fånga in koldioxiden som frigörs vid produktionen av  el och värme vid Sandviksverket. Företaget ser en potential att kunna fånga in cirka 200 000 ton koldioxid per år
Tillsammans med KLM Royal Dutch Airlines, Södra, SkyNRG, Rise Research Institutes of Sweden och 2030-sekretariatet satsar även Växjö Energi på ett projekt som ska leda till bioflygbränsleproduktion på Sandviksverket. Anläggningen beräknas kunna tas i drift år 2026